# 内海郵便局 (愛知県)
内海郵便局（うつみゆうびんきょく）は、愛知県知多郡南知多町にある郵便局。民営化前の分類では集配特定郵便局であった（現在は集配機能を廃止）。

## 概要
住所：〒470-3321 愛知県知多郡南知多町内海亥新田88-2

## 沿革
- 1873年（明治6年）6月1日 - 東端（ひがしばた）郵便取扱所として開設[1]。
- 1875年（明治8年）1月1日 - 東端郵便局（五等）となる。同年11月2日より為替取扱を開始。
- 1878年（明治11年）10月10日 - 貯金取扱を開始。
- 1879年（明治12年）6月 - 内海郵便局に改称。
- 1900年（明治33年）11月11日 - 内海郵便電信局となる。
- 1903年（明治36年）4月1日 - 通信官署官制の施行に伴い内海郵便局となる。
- 1969年（昭和44年）2月8日 - 電話交換および和文電報配達業務を内海電報電話局に移管[2]。
- 1973年（昭和48年）10月1日 - 和文電報受付および電話通話業務を廃止。
- 2007年（平成19年）10月1日 - 民営化に伴い、併設された郵便事業常滑支店内海集配センターに一部業務を移管。
- 2012年（平成24年）10月1日 - 日本郵便株式会社発足に伴い、郵便事業常滑支店内海集配センターを内海郵便局に統合。
- 2015年（平成27年）2月2日 - 師崎郵便局へ集配業務を移管、無集配局となる。郵便番号を470-3399から470-3321に変更。

## 取扱内容
- 郵便、印紙、ゆうパック、内容証明
- 貯金、為替、振替、振込、国債
- 生命保険、バイク自賠責保険
- ゆうちょ銀行ATM

## 周辺
- 南知多町役場 内海サービスセンター
- 南知多町立内海小学校
- 内海温泉
- 千鳥ヶ浜・内海海水浴場
- 国道247号
- 内海川

## アクセス
- 名鉄知多新線 内海駅から南へ約700m、徒歩で約13分。
- 海っ子バス「内海海岸」停留所下車。
- 南知多道路 南知多ICから南西へ約4.5km。
- 駐車場あり：2台